# Universität Le Havre

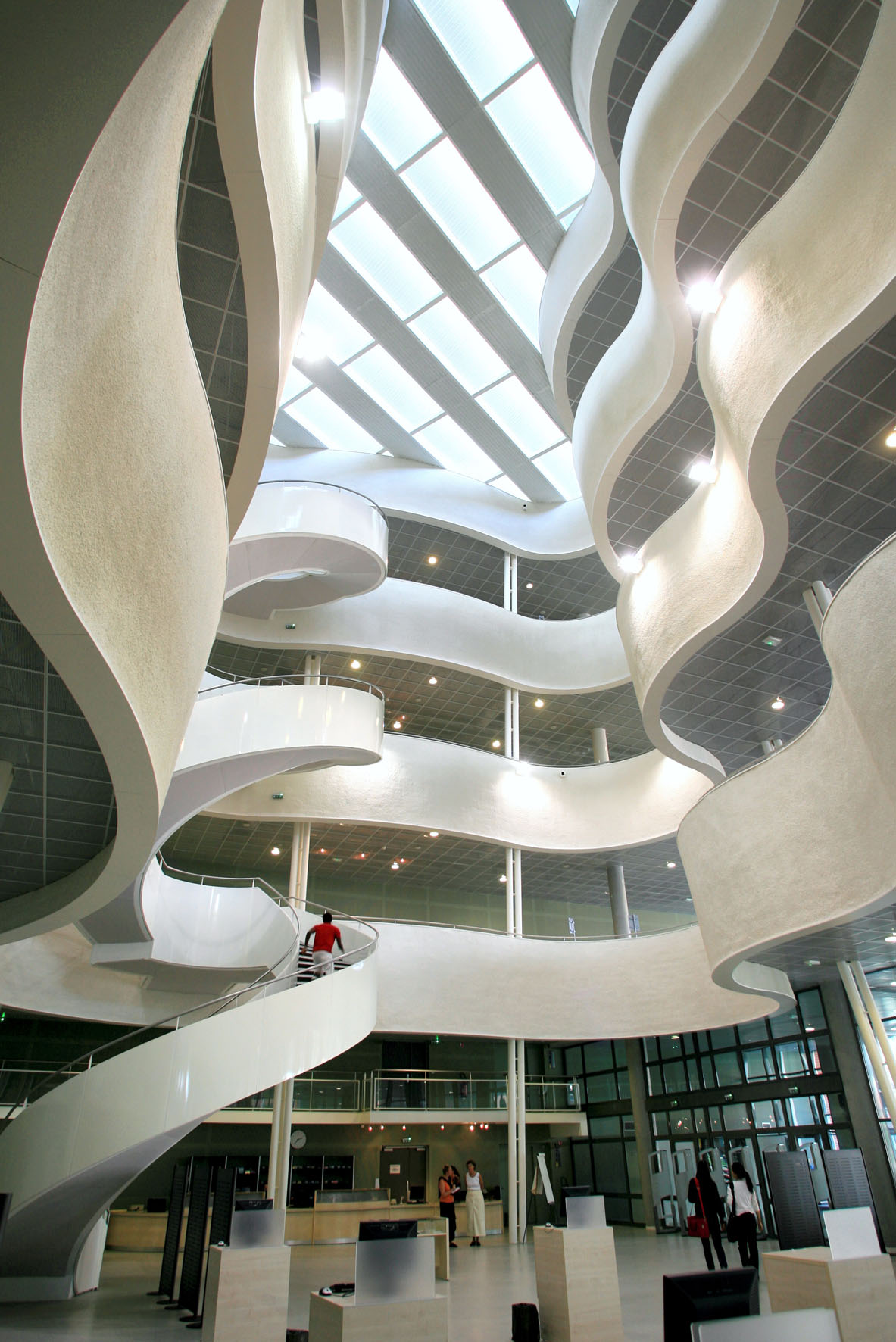
Universitätsbibliothek Le Havre

Die Universität Le Havre (französisch: Université du Havre) liegt im nordfranzösischen Ort Le Havre und besteht als eigenständige Institution seit 1984.

## Entwicklung
In Le Havre wurde 1967 ein Technologieinstitut (Institut Universitaire de Technologie - IUT) eröffnet. 1970 folgte eine wissenschaftlich-technische Unterrichts- und Forschungseinrichtung (Unité d'enseignement et de recherche - UER - des Sciences & Techniques) und 1972 ein Fachbereich „Internationale Angelegenheiten“ (Département „Affaires Internationales“). Sämtliche Einrichtungen gehörten verwaltungsmäßig zur Universität Rouen (Université de Rouen). Per Dekret vom 27. August 1984 wurde die Universität Le Havre ins Leben gerufen.

## Fakten
Der Campus ist dreigeteilt (Lebon, Frissar und Caucriauville). Im Studienjahr 2006/2007 zählte die Universität 6498 Studierende. Für 2007 verfügt sie über ein Budget von 57,4 Millionen Euro (davon stammt der Hauptteil – für die Gehälter – vom französischen Zentralstaat: 34,4 Millionen Euro).

## Fachbereiche
Es gibt folgende Fachbereiche:
- Wissenschaftlich-technische Ausbildungs- und Forschungseinrichtung (Unité de formation et de recherche - UFR - des Sciences et Techniques) - aus dem UER des Sciences & Techniques hervorgegangen,
- Fakultät für Internationale Angelegenheiten (Faculté des Affaires Internationales) - aus dem Département "Affaires Internationales"  hervorgegangen,
- Geisteswissenschaftliche Ausbildungs- und Forschungseinrichtung (UFR des Lettres et Sciences Humaines) - 1998 gegründet,
- Technologieinstitut (IUT),
- Höheres Institut für Logistikstudien (Institut Supérieur d'Etudes Logistiques) - 1994 gegründet.